# Голодомор. Забутий геноцид
«Голодомор. Забутий геноцид»(фр. Holodomor, le génocide oublié) — французький документальний фільм про геноцид українського народу, Голодомор. 19 листопада 2014 року у Києві відбулась прем'єра стрічки французької режисерки Бенедикт Бане, а рік до того — у Франції. Фільм базується на архівних документах, коментарях експертів з України та Франції та свідченнях численних очевидців. 22 листопада, у День пам'яті жертв голодоморів, фільм транслювався в ефірі Першого Національного.
«На початку тридцятих років Україна, яку всі знали як житницю Європи, була приречена сталінським комуністичним режимом помирати з голоду. Поділля — сільськогосподарський центр України — за час Голодомору втратив чверть населення…». (Вступні слова стрічки)
Бенедикт Бане зазначила, що стрічка «Голодомор. Забутий геноцид» вона присвятила усім, хто вижив попри страшний голод. Адже усі, за словами режисерки, з ким вона встигла познайомилась, вразили її своїми непідробними емоціями, пережитими стражданнями, але і незборимим духом, і почуттям нездоланої власної гідності.

## Деталі сюжету
«Вирішила зняти кіно після спілкування з українською родиною, чиї батьки пережили великий голод. Аби зібрати більше інформації про трагедію — їздила до Полтави та київських сіл — Таргани та Соболівка, шукала документи у Вінницькому архіві. Проте найбільше матеріалу назбирала — від очевидців.» (Бенедикт Бане)
В основу фабули сюжету, попри інші історії людей, лягла історія родини чоловіка, який пережив Голодомор і зараз живе у Франції. Він походить з Соболівки, що на Вінниччині і знімальна команда знімала його повернення додому, в Україну.

### Історія створення
Ґрунтом для виникнення фільму стало знайомство режисера фільму з українкою у Франції, батько якої пережив Голодомор. Бенедикт Бане, вкрай вражена почутими розповідями про голодну трагедію українського селянства, у 2010 році приїхала в Україну і розпочала роботу над фільмом. Спочатку вона збирала відомості у фондах і працювала з спеціалістами. Мотивована прагненням якомога правдивіше висвітлити приховані сторінки Української історії для французів та українців, вона звернулася за консультаціями не лише до визнаних українських і французьких дослідників історії, а й безпосередньо до численних жертв давніх подій, деякі з яких — вперше розповідали про цю трагедію, зі сльозами на очах…
Аби донести до сучасних європейців біль і страждання українських селян у 1932-33-х роках, француженка двічі приїздила на зйомки в Україну — влітку 2010, а потім — у лютому 2011 року. В умовах 40-градусної спеки та під час злив влітку, і у завірюху з морозом взимку, вона відзняла цілих 65 годин відео, які довелося стиснути у компактні 90 хвилин стрічки.

## Головні ролі
Реальні очевидці подій:
- Тетяна Миколаєнко — село Побірка, Вінницька область,

## Цікаві факти
- У стрічці згадується спогади кобзаря, коли українських кобзарів закликали приїздити до Харкова, щоб показати свої вміння та демонструвати свої пісні, але звідти ж вони і не поверталися, а ті хто міг - надсилав іншим кобзарям листи, щоб вони не їхали - бо їх розстріляють. Детально цю ситуацію розкриває сучасний український фільм «Поводир або Квіти мають очі», де події розгортаються якраз на початку Голодомору.